# NBA 샐러리 캡
NBA 샐러리 캡(NBA salary cap)은 전미 농구 협회(NBA) 팀이 선수들에게 지급할 수 있는 총 금액의 한도이다. 북아메리카의 다른 주요 프로 스포츠 리그와 마찬가지로 NBA에는 리그의 단체 교섭 협약(CBA)에 정의된 비용 및 혜택 평등을 통제하기 위한 연봉 상한선이 있다. 이 한도는 복잡한 규칙 및 예외 시스템의 적용을 받으며 이전 시즌의 리그 수익에 대한 비율로 계산된다. 2017년 7월에 비준된 CBA에 따라 한도는 리그 수익을 기준으로 향후 시즌에도 계속 변경된다. 2023~24시즌 상한액은 1억 3602만 1000달러로 책정됐다.
대부분의 아메리카 리그(NFL, NHL, MLS)에는 하드캡이 있는 반면 NBA에는 소프트 샐러리캡이 있다. 하드 샐러리캡은 팀이 샐러리캡을 초과하는 것을 금지한다. 소프트 샐러리 캡을 사용하면 팀이 샐러리 캡을 초과할 수 있지만 그러한 팀은 FA에서 축소된 특권을 받게 된다. 사치세 한도를 초과하는 팀에는 사치세(사치세 한도를 초과하여 지출한 모든 달러에 대한 세금)가 적용된다.

## 역사
| NBA Salary Cap in USD | NBA Salary Cap in 2016 USD (Inflation rate through May 2016) |